# El hijo de la calle
El hijo de la calle es una película de Argentina en blanco y negro dirigida por Leopoldo Torres Ríos según su propio guion escrito en colaboración con Leopoldo Torre Nilsson que se estrenó el 24 de febrero de 1949 y que tuvo como protagonistas a Toscanito, Carmen Valdez, Florén Delbene, María Concepción César y Guillermo Battaglia. A cargo de la cámara estuvo el futuro director Aníbal Di Salvo.

## Reparto
- Toscanito …Andresito Pérez
- Carmen Valdez …La madre
- Florén Delbene …Eduardo
- María Concepción César …La maestra
- Guillermo Battaglia …El vagabundo
- Guillermo Pedemonte …El médico
- Alberto Rinaldi …El amigo
- Narciso Ibáñez …El portero
- Raúl Roa …El oficial
- Arturo Arcari